# Ulrich Grigull
Ulrich Grigull (Gallingen, Prússia Oriental, 12 de março de 1912 – Munique, 20 de outubro de 2003) foi um engenheiro alemão. Entre 1972 e 1980 foi reitor da Universidade Técnica de Munique.

## Formação
Após frequentar o Stadtgymnasium em Königsberg, Grigull estudou engenharia mecânica na Universidade Técnica de Gdańsk a partir de 1930. Em 1937 obteve um doutorado na Universidade Técnica de Braunschweig.

## Carreira
De 1937 a 1942 Grigull trabalhou na Luftfahrtforschungsanstalt em Braunschweig. Em 1942 foi convocado para a Kriegsmarine e serviu em U-Boots e contratorpedeiros.

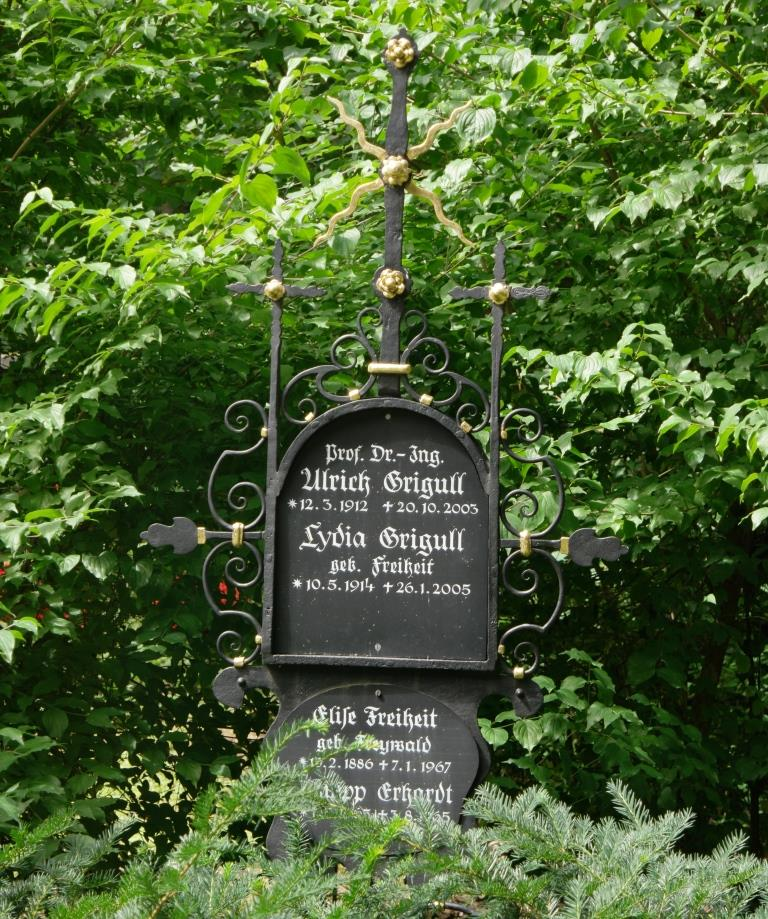
Sepultura de Ulrich Grigull no Waldfriedhof Solln em Munique

Após a Segunda Guerra Mundial Grigull trabalhou como engenheiro e consultor para várias empresas nas indústrias química e têxtil. De 1953 a 1960 trabalhou na Bayer, enquanto lecionava na Universidade Técnica de Braunschweig.
Em 1961 foi nomeado para suceder Ernst Schmidt no Instituto de Termodinâmica da Universidade Técnica de Munique. De 1972 a 1976 foi reitor da universidade e, em seguida, seu presidente até 1980.
Foi co-fundador e, até sua morte, co-editor do International Journal of Heat and Mass Transfer e co-fundador do periódico Heat and Mass Transfer.

## Prêmios e honrarias
- Prêmio Memorial Max Jakob (1973)
- Medalha Carl Friedrich Gauß (1978)
- Medalha Arnold Eucken (1979)
- Ordem do Mérito da Baviera (1977)
- Ordem Maximiliana da Baviera para Ciência e Arte (1984)